# Emil Karl von Pfuel

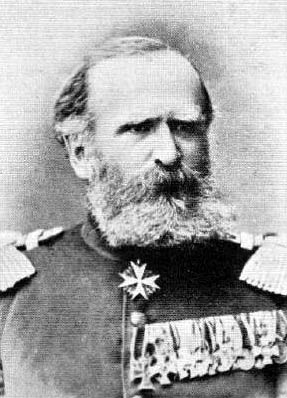
Trung tướng Emil Karl von Pfuel

Emil Karl Friedrich von Pfuel (13 tháng 11 năm 1821 tại Jästersheim – 4 tháng 7 năm 1894 tại Breslau) là một sĩ quan quân đội Phổ, đã được thăng đến cấp Trung tướng. Ông đã từng tham chiến trong ba cuộc chiến tranh thống nhất nước Đức từ năm 1864 cho đến năm 1871.

## Tiểu sử
Emil Karl xuất thân trong gia tộc von Pfuel, một gia đình quý tộc khởi nghiệp từ Jahnsfelde tại Märkische Schweiz. Ông là con trai của Thiếu tướng Phổ August Karl von Pfuel (1794 – 1874) với bà Pauline Freiin von Stosch (1804 – 1871).
Vào năm 1833, Pfuel nhập học Trường thiếu sinh quân tại Kulm và vào năm 1835 ông được phong cấp Hạ sĩ, sau đó vào năm 1836 ông theo học Trường thiếu sinh quân ở kinh đô Berlin. Tới năm 1839, ông được thuyên chuyển vào Trung đoàn Thiết kỵ binh số 4 (Haynau) với quân hàm Thiếu úy, rồi vào năm 1849 ông tham gia chiến dịch trấn áp cuộc nổi dậy ở Baden, chiến đấu trong trận đánh ở Ladenburg và cuộc vây hãm Rastatt.
Kể từ năm 1849 cho đến năm 1850, ông giữ chức vụ sĩ quan phụ tá của Chính quyền Rastatt, sau đó ông được lên quân hàm Trung úy vào năm 1853 rồi Trưởng quan kỵ binh vào năm 1856. Từ năm 1854 cho đến năm 1859, Pfuel là Tư lệnh tạm quyền (Führer) của Khối kỵ binh 2 (đóng quân ở Münster (Westfalen)), thuộc biên chế của Trung đoàn Trọng kỵ binh Dân quân số 4.
Vào năm 1859, ông được bổ nhiệm làm Khối trưởng (Chef) Khối kỵ binh 2 trong Trung đoàn Trọng kỵ binh Dân quân số 4. Vào năm 1864, Pfuel được cử làm Cận vệ Tham mưu (Stabs-Wache) tại Đại bản doanh của Thống chế Friedrich von Wrangel trong cuộc Chiến tranh Đức-Đan Mạch. Ông đã tham chiến trong các trận đánh tại Ober-Selk, Gudsoe và Friderica, cũng như trong trận đột chiếm Dybbøl (tiếng Đức: Düppel) vào ngày 18 tháng 4. Cũng trong năm 1864, ông được thăng cấp Thiếu tá.
Vào năm 1866, ông được đổi làm Sĩ quan tham mưu trong Trung đoàn Thiết kỵ binh số 6 (Brandenburg H.), và cùng năm đó ông tham gia cuộc chiến tranh với Áo trong biên chế của Sư đoàn Kỵ binh số 1, chiến đấu trong trận Königgrätz vào ngày 3 tháng 7. Sang năm 1867, ông được giao tạm quyền Chỉ huy (Führung) Trung đoàn Thiết kỵ binh số 2 (Pasewalk), đồng thời mang danh hiệu à la suite của trung đoàn này. Cùng năm đó, ông được bổ nhiệm làm Trung đoàn trưởng của Trung đoàn Thiết kỵ binh số 2. Sau khi cuộc Chiến tranh Pháp-Đức (1870 – 1871), Pfuel, với cấp bậc Đại tá trong Sư đoàn Kỵ binh số 1, đã chỉ huy Trung đoàn Thiết kỵ binh số 2 tham gia các trận đánh lớn tại Colombey, Gravelotte và Beaune-la-Rolande. Ngoài ra, ông cũng tham gia các cuộc vây hãm Metz và Thionville, và chiến đấu trong các trận đánh ở Château de Meslay, Dancé, Vendôme, St. Amand, Villeporcher và Lâu đài Renault.
Vào năm 1872, ông là thành viên của Ủy ban Bổ sung Quân phục và Trang thiết của Kỵ binh (Kommission für die Abänderung der Bekleidung und Ausrüstung der Kavallerie) và vào năm 1873 ông được đổi làm quyền Chỉ huy của Lữ đoàn Kỵ binh số 5. Cũng trong năm đó, Pfuel về sau được lãnh chức Lữ trưởng của Lữ đoàn Kỵ binh số 22 (Kassel), đồng thời mang danh hiệu à la suite của Trung đoàn Thiết kỵ binh số 2. Pfuel được thăng quân hàm Thiếu tướng vào năm 1874, rồi Trung tướng vào năm 1881.
Vào ngày 4 tháng 7 năm 1891, Pfuel từ trần tại Breslau và vào ngày 7 tháng 7 ông được mai táng trong nghĩa trang quân sự ở thành phố này.

## Đời sống riêng tư
Vào ngày 9 tháng 10 năm 1859, tại Celle, Emil Karl Friedrich von Pfuel đã thành hôn với bà Hedwig Karoline Freiin von Rössing (1834 – 1880). Sau khi bà qua đời, ông tái giá với Eveline Freiin von Richthofen (1849 – 1928) vào ngày 21 tháng 8 năm 1881 tại Leignitz. Pfuel không có con.

## Phong tặng
- Huân chương Đại bàng Đỏ hạng IV kèm theo Thanh kiếm vào năm 1864
- Thập tự Hiệp sĩ Dang dự hạng I Huân chương Gia tộc và Ghi công Công tước Peter Friedrich Ludwig của Oldenburg vào năm 1866
- Huân chương Vương miện hạng III vào năm 1869
- Huân chương Thập tự Sắt (1870) hạng II
- Huân chương Đại bàng Đỏ hạng II kèm theo Chiếc nhỏ và Thanh kiếm trên Chiếc nhẫn vào năm 1874
- Hiệp sĩ Danh dự và Công lý Huân chương Thánh Johann
- Huân chương Đại bàng Đỏ hạng II đính kèm Bó sồi và Thanh kiếm trên Chiếc nhẫn vào năm 1877